# Pine River (Wisconsin)
Pine River es un pueblo ubicado en el condado de Lincoln en el estado estadounidense de Wisconsin. En el Censo de 2010 tenía una población de 1.869 habitantes y una densidad poblacional de 11,27 personas por km².

## Geografía
Pine River se encuentra ubicado en las coordenadas 45°9′51″N 89°32′11″O / 45.16417, -89.53639. Según la Oficina del Censo de los Estados Unidos, Pine River tiene una superficie total de 165.81 km², de la cual 164.43 km² corresponden a tierra firme y (0.83%) 1.38 km² es agua.

## Demografía
Según el censo de 2010, había 1.869 personas residiendo en Pine River. La densidad de población era de 11,27 hab./km². De los 1.869 habitantes, Pine River estaba compuesto por el 98.5% blancos, el 0.16% eran afroamericanos, el 0.05% eran amerindios, el 0.27% eran asiáticos, el 0% eran isleños del Pacífico, el 0.16% eran de otras razas y el 0.86% pertenecían a dos o más razas. Del total de la población el 0.48% eran hispanos o latinos de cualquier raza.